# Hurlingham Club (Argentinien)

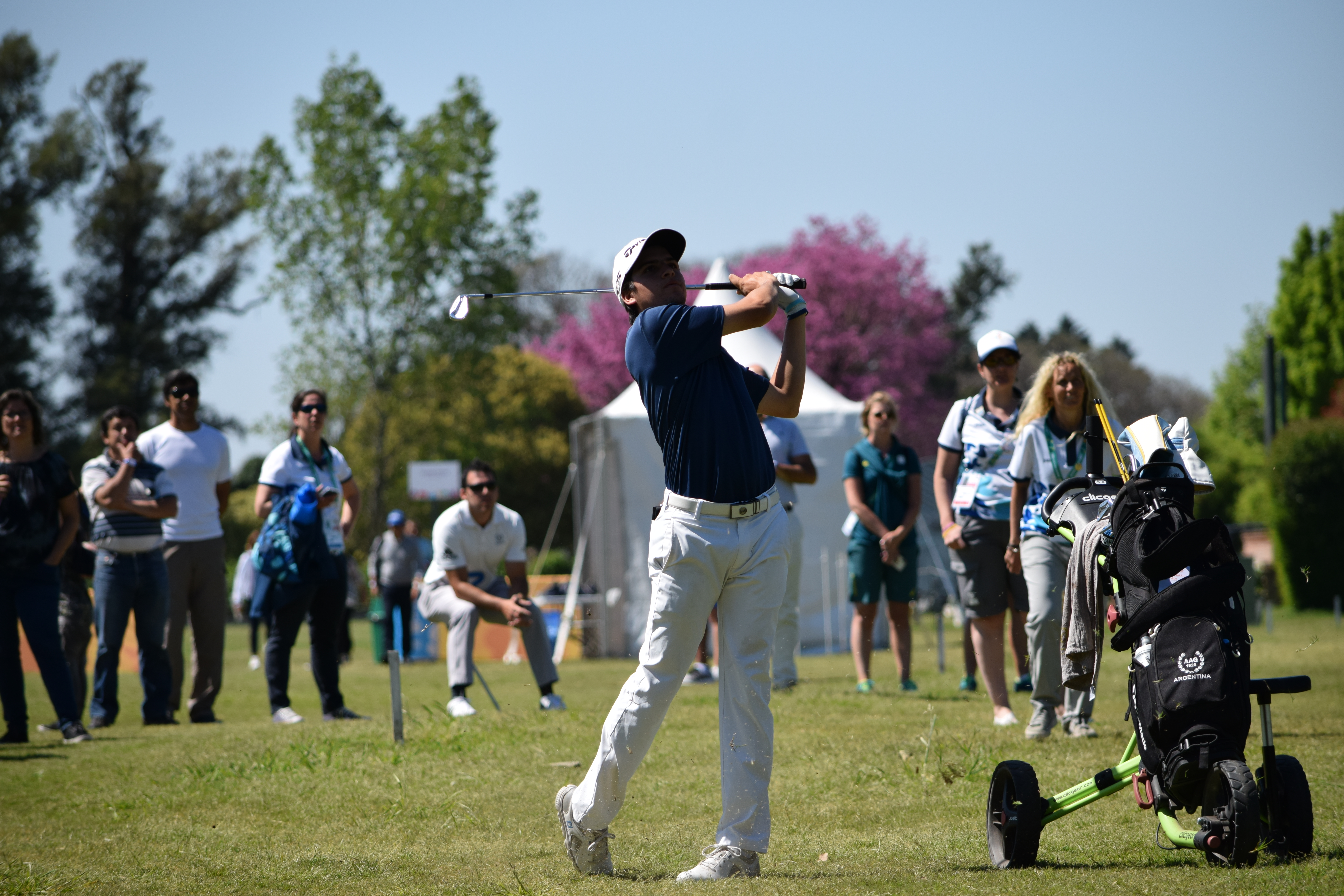
Golf im Hurlingham Club, Olympische Jugend-Sommerspiele 2018

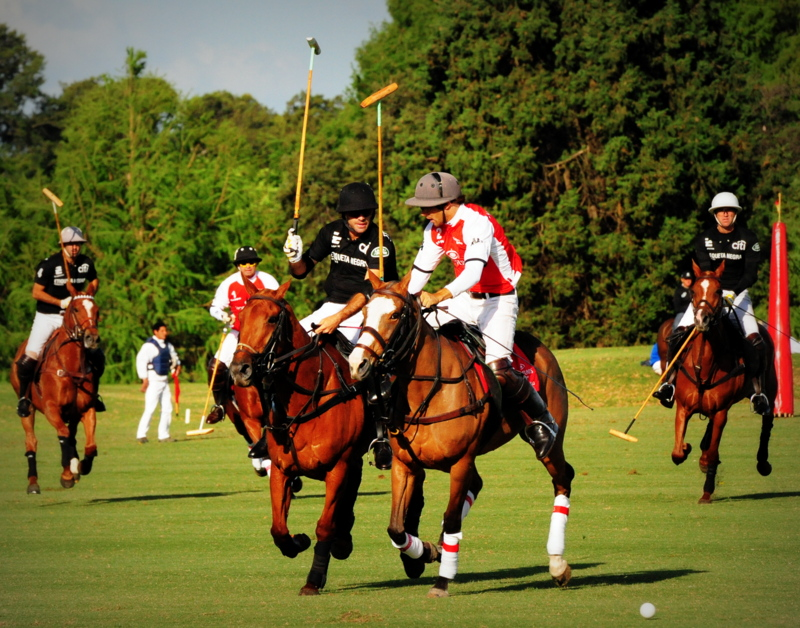
117th Hurlingham Club Open Championship, 30. Oktober 2010

Der Hurlingham Club in Hurlingham, Provinz Buenos Aires (Argentinien) ist ein Sportclub für Golf, Tennis, Fußball, Cricket und Polo. Er wurde 1888 gegründet und hat heute internationale Bedeutung als Poloclub.

## Geschichte
Der Club wurde nach dem Hurlingham Club in England benannt. Nach ihm wurden die ihn umgebende Stadt und der Partido (Verwaltungsbezirk) benannt.
Der Hurlingham Club wurde von einer Gruppe von Engländern gegründet, die auch in ihrer neuen Heimat nicht auf die gewohnten Sportarten verzichten wollten. Im Januar 1890 wurde das erste Cricketmatch ausgetragen, zwei Jahre später das erste Golfturnier. Seit 1893 wird hier der Campeonato Abierto de Hurlingham veranstaltet.
1922 wurde hier auch die Asociación Argentina de Polo (Argentinischer Poloverband) gegründet.
Auf einer Fläche von 73 Hektar befinden sich ein 18-Loch-Golfplatz, fünf Polofelder, Ställe für 300 Pferde, 18 Tennisplätze, davon 6 Grasplätze, ein Cricketfeld und zwei Swimming Pools. Es gibt außerdem einen Fitnessraum, einen Squash-Court und ein Clubgebäude mit Restaurant, Bar und Hotelzimmern, die von den Mitgliedern genutzt werden können.
Viele Mitglieder der britischen Königsfamilie haben hier Polo gespielt: Eduard VIII., Prinz Philip, Prinz Charles und Prinz Harry.
2018 wurden im Hurlingham Club die Golfwettbewerbe der Olympischen Jugend-Sommerspiele 2018 durchgeführt.

## Cricket
- Primera División (14):

1900–01, 1903–04, 1912–13, 1913–14, 1920–21, 1921–22, 1934–35, 1982–83, 1985–86, 1986–87, 1987–88, 1993–94, 1996–97, 2007–08

## Polo
Das Campeonato Abierto de Polo del Hurlingham Club ist neben den Argentine Open das älteste Poloturnier Argentiniens, das noch gespielt wird, und fand 2009 zum 116. Mal statt. Es ist das zweite Turnier der Triple Corona. An dem Turnier nehmen 8 Mannschaften daran teil. Das Team-Handicap muss zwischen 28 und 40 liegen.